# Ectomesénquima
Se llama ectomesénquima a mesenquima derivado de las células de las crestas neurales que migran hacia la cavidad bucal. Su nombre se debe a que estas células se originan del ectodermo, pero forman tejido conjuntivo laxo y se encuentran ubicadas dentro de tejido derivado del mesodermo. Más tarde en el desarrollo, el ectomesénquima dará lugar a estructuras más especializadas de los dientes, como la dentina, la pulpa dentaria, el cemento, el ligamento perialveolar y el hueso alveolar.